# Superintendência de Trens Urbanos de João Pessoa
A Superintendência de Trens Urbanos de João Pessoa é uma filial da CBTU que controla e administra o Sistema de Trens Urbanos de João Pessoa. Suas linhas possuem uma extensão de 30,03 quilômetros e um total de 16 estações interligando os municípios de Cabedelo, João Pessoa, Bayeux e Santa Rita, na Região Metropolitana de João Pessoa.
Uma média de 10,1 mil passageiros utilizam este meio de transporte todos os dias.